# Olga Segerberg
Olga Constantia Segerberg, född 11 november 1868 i Stenstorps församling, Skaraborgs län, död 12 december 1951 i Arvika östra församling, Värmlands län, var en svensk fotograf och rösträttskvinna. Hon var bland annat ordförande i lokalavdelningen för Landsföreningen för kvinnans politiska rösträtt i Arvika, och upplät sina lokaler för rösträttsrörelsens möten. Hennes och Brita Cronas engagemang i Arvika för kvinnlig rösträtt uppmärksammades på Såguddens museum 2020.

## Biografi
Olga Segerberg föddes 1868 i Stenstorp som det yngsta barnet i en syskonskara om fem. Hennes föräldrar var hemmansägare. Båda bröderna emigrerade till Amerika, men de två systrarna stannade i Sverige. Hennes storasyster Malvina gifte sig 1884 med fotografen Olof Andersson från Arvika.
1890 flyttade även Olga Segerberg och föräldrarna till Arvika. Två år senare, 1892, flyttade hon till Karlskrona där hon startade en egen fotografateljé. 1895 återvände hon till Arvika där hon fortsatte arbeta med fotografering och när hennes svåger Olof Andersson gick bort 1901 tog Olga Segerberg över hans ateljé. Hon drev även filialer i Charlottenberg, Åmotfors, Trossnäs och Färgelanda. 1935 övertog hon en andra ateljé i Arvika som tidigare drivits av fotograf A. Rydberg.
Olga Segerberg var aktiv i Landsföreningen för kvinnans politiska rösträtt (LKPR) och satt som ordförande i Arvika lokalförening. I Färgelanda upplät hon sin fotoateljé för möten med den lokala rösträttsföreningen där. De höll möten varannan måndag och gjorde där handarbeten som såldes till förmån för verksamheten.
Olga Segerberg gifte sig inte, men adopterade en flicka från Stockholm, Margareta född 1909. I Arvika bodde Olga Segerberg tillsammans med Brita Crona som var från Karlskrona. Brita Crona arbetade dels som fotografbiträde, men var sjuksköterska och barnavårdsinspektör och satt 1918–1922 i stadsfullmäktige. Hon var också engagerad i rösträttsfrågan och skrev i LKPR:s tidning Rösträtt för Kvinnor under signaturen ”Cronan”. Brita Crona belönades med Kungliga Patriotiska sällskapets medalj 1939.
Systern Malvina och hennes man Olof Andersson ägde två bostadshus på Fabriksgatan i Arvika; den Segerbergska gården. Efter att Malvina och Olof gått bort ägdes dessa båda hus tillsammans av Folke Segerberg, som var Malvinas son, och Olga Segerberg. Folke med familj bodde på andra våningen i gårdshuset, och Brita Crona och Olga Segerberg bodde på den första. Folkes son Hans-Olof Segerberg beskrev Olga Segerberg som en ”mycket resolut kvinna”.
Olga Segerbergs och Brita Cronas engagemang i rösträttsfrågan och deras arbete som fotografer har uppmärksammats av den Arvika-baserade konstgruppen OTALT. Bland annat på utställningen Kvinnor bakom kameran på Såguddens museum sommaren 2020.
Olga Segerberg och Brita Crona avled samma år, 1951, och de ligger begravda på Arvika kyrkogård.